# Moses Ndiema Kipsiro
Moses Ndiema Kipsiro (Singare, 2 settembre 1986) è un mezzofondista ugandese.

## Palmarès
| Anno | Manifestazione          | Sede      | Evento        | Risultato | Prestazione | Note                                     |
| ---- | ----------------------- | --------- | ------------- | --------- | ----------- | ---------------------------------------- |
| 2007 | Mondiali                | Osaka     | 5000 m piani  | Bronzo    | 13'46"75    |                                          |
| 2008 | Giochi olimpici         | Pechino   | 5000 m piani  | 4º        | 13'10"56    |                                          |
| 2009 | Mondiali                | Berlino   | 5000 m piani  | 4º        | 13'18"11    | Miglior prestazione personale stagionale |
| 2010 | Campionati africani     | Nairobi   | 5000 m piani  | 4º        | 13'39"80    |                                          |
| 2010 | Campionati africani     | Nairobi   | 10000 m piani | Argento   | 27'33"37    |                                          |
| 2010 | Giochi del Commonwealth | Delhi     | 5000 m piani  | Oro       | 13'31"25    |                                          |
| 2010 | Giochi del Commonwealth | Delhi     | 10000 m piani | Oro       | 27'57"39    |                                          |
| 2011 | Giochi panafricani      | Maputo    | 5000 m piani  | Oro       | 13'43"08    |                                          |
| 2012 | Giochi olimpici         | Londra    | 5000 m piani  | 15º       | 13'52"25    |                                          |
| 2012 | Giochi olimpici         | Londra    | 10000 m piani | 10º       | 27'39"22    |                                          |
| 2013 | Mondiali                | Mosca     | 10000 m piani | 13º       | 27'44"53    | Miglior prestazione personale stagionale |
| 2014 | Giochi del Commonwealth | Glasgow   | 5000 m piani  | 8º        | 13'28"23    |                                          |
| 2014 | Giochi del Commonwealth | Glasgow   | 10000 m piani | Oro       | 27'56"11    |                                          |
| 2014 | Campionati africani     | Marrakech | 5000 m piani  | dns       | dns         |                                          |
| 2014 | Campionati africani     | Marrakech | 10000 m piani | dnf       | dnf         |                                          |

## Campionati nazionali
2017
- Argento ai campionati ugandesi, 10000 m piani - 28'37"91

## Altre competizioni internazionali
2007
- 7º alla World Athletics Final ( Stoccarda), 3000 m piani - 7'51"22
- Argento all'Herculis ( Monaco), 3000 m - 7'32"03
- Oro al Meeting Gaz de France ( Parigi), 3000 m - 7'39"02
- Oro all'Antrim International Cross Country ( Antrim) - 28'20"

2008
- Argento alla World Athletics Final ( Stoccarda), 5000 m piani - 13'23"02
- Argento al Weltklasse Zürich ( Zurigo), 5000 m - 12'59"48
- Oro all'Antrim International Cross Country ( Antrim) - 30'19"
- Oro al Cross Internacional de Italica ( Italica) - 31'01"

2009
- Oro al Cross Internacional de Italica ( Italica) - 30'37"

2010
- Argento in Coppa continentale ( Spalato), 3000 m piani - 7'54"98
- Argento in Coppa continentale ( Spalato), 5000 m piani - 13'58"35
- Bronzo al Golden Gala ( Roma), 5000 m - 13'00"15

2013
- Oro alla Great Manchester Run ( Manchester), 10 km - 27'52"

2015
- Oro alla Great Scottish Run ( Glasgow) - 1h02'18"
- Oro alla Great South Run ( Portsmouth) - 46'00"

2016
- 7º alla Maratona di New York ( New York) - 2h14'18"
- 14º alla Maratona di Amburgo ( Ambugo) - 2h15'48"

2017
- 4º alla Maratona di Ottawa ( Ottawa) - 2h10'49"
- 8º alla Mezza maratona di Kampala ( Kampala) - 1h05'00"

2018
- Argento alla Great Manchester Run ( Manchester) - 28'28"

2019
- 13º alla Bitburger Silvesterlauf ( Treviri), 8 km - 23'15"